# ظيان جبلي
الظيان الجبلي أو مرعان (الاسم العلمي: Clematis cirrhosa) نوع نباتي ينتمي إلى جنس الظيان من الفصيلة الحوذانية.

## الموئل والانتشار
موطنه المشرق العربي والمغرب العربي وحوض البحر الأبيض المتوسط.